# Auguste Viollier

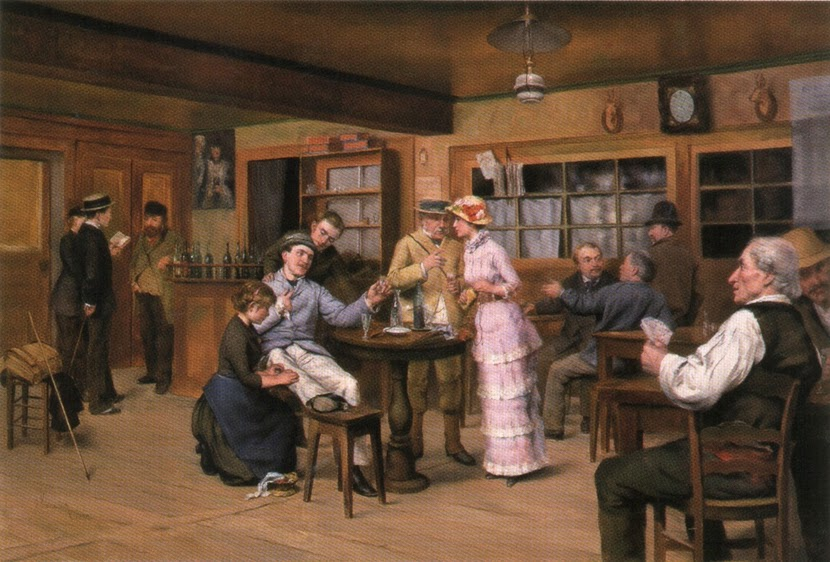
Le repos du voyageur, 1882

Auguste Constantin Viollier (Genève, 27 juni 1854 – Cologny, 28 juni 1908) was een Zwitsers kunstschilder, aquarellist, illustrator en karikaturist. Zijn pseudoniem was Godefroy de Georgina of kortweg Godefroy. Hij leefde en werkte alternerend in Parijs en Genève.

## Levensloop

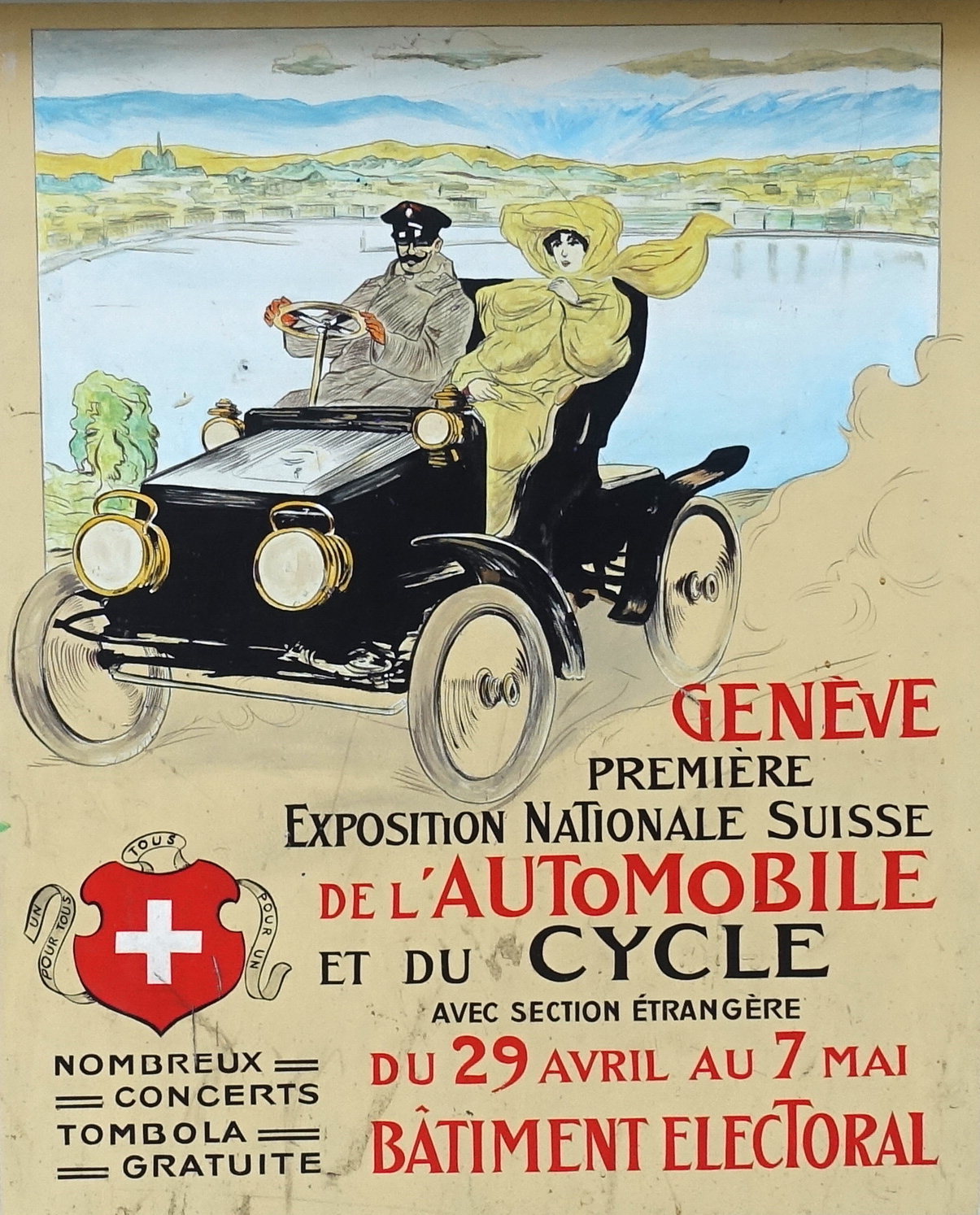
Affiche autobeurs en fietsbeurs, Genève 1905

Viollier werd geboren in Petit-Saconnex, dat destijds een gemeente naast Genève was. Zijn ouders waren Joseph Hyacinthe Viollier, dominee, en Jeanne Caroline Adèle Vaucher.
Viollier volgde een artistieke opleiding aan de Académie de Genève in de jaren 1872-1875. Hij maakte deze opleiding niet af.
In 1877 bekwaamde hij zich in Parijs bij Jean-Léon Gérôme, een bekende schilder van het neoclassicisme en de romantiek. Hij maakte carrière niet alleen met olie- en waterverfschilderijen, maar met zijn karikaturen in tijdschriften werd hij bekend. Hij ontwierp ook affiches voor tentoonstellingen.
In Parijs tekende Viollier illustraties voor verschillende tijdschriften; het ging om Le Rire en L’Illustration. In Genève publiceerden de tijdschriften 'Passe-Partout en Le Carillon de Saint-Gervais zijn illustraties, veelal van satirische aard. Hij startte zelf met geïllustreerde tijdschriften uit te geven zoals Le Polichinelle in Parijs, en in Genève Le Papillon, dat zich toespitste op satire. In Genève werkte hij mee aan de Cercle des Arts et Lettres.
In 1890 huwde hij met Charlotte Philippine Hélène Annevelle.
In 1896 organiseerde Zwitserland in Genève een nationale tentoonstelling. Viollier richtte er het schimmentheatertje op met de naam Le Sapajou en was de oprichter van het tijdschrift met de naam Le Sapajou. 
Later, in 1898, stichtte hij de Zwitserse vereniging van artistieke affiches, genaamd la Société suisse d’affiches artistiques. Hiermee wilde hij de affiches in Zwitserland moderniseren. Hij leidde de vereniging tot zijn dood in 1908.